# 上格林伍德萊克 (新澤西州)
上格林伍德萊克（英語：Upper Greenwood Lake）是位於美國新澤西州巴賽克縣及蘇塞克斯縣的普查規定居民點。

## 人口
根據2020年美國人口普查的數據，上格林伍德萊克的面積為8.19平方千米，當中陸地面積為7.09平方千米，而水域面積為1.09平方千米。當地共有人口3687人，而人口密度為每平方千米450.18人。